# 華南山羚
華南山羚（學名：Naemorhedus griseus）是斑羚屬山羚的一種。分佈於緬甸、中国大陆長江以南的丘陵地區，以及印度、泰國、越南、老撾等国。
華南山羚也出现在朝鲜咸鏡南道端川市境内，但數量稀少，被列入朝鮮自然遺產名錄。